# Cantone di Caluma
Il cantone di Caluma è un cantone dell'Ecuador che si trova nella provincia di Bolívar.
Il capoluogo del cantone è Caluma.